# Kami (peuple)
Pour les articles homonymes, voir Kami.
Les Kami sont une population d'Afrique de l'Est vivant dans la région côtière de la Tanzanie, près de Morogoro. Ils font partie du grand groupe des Zaramo. Leur nombre est estimé à 17 000.

## Langues

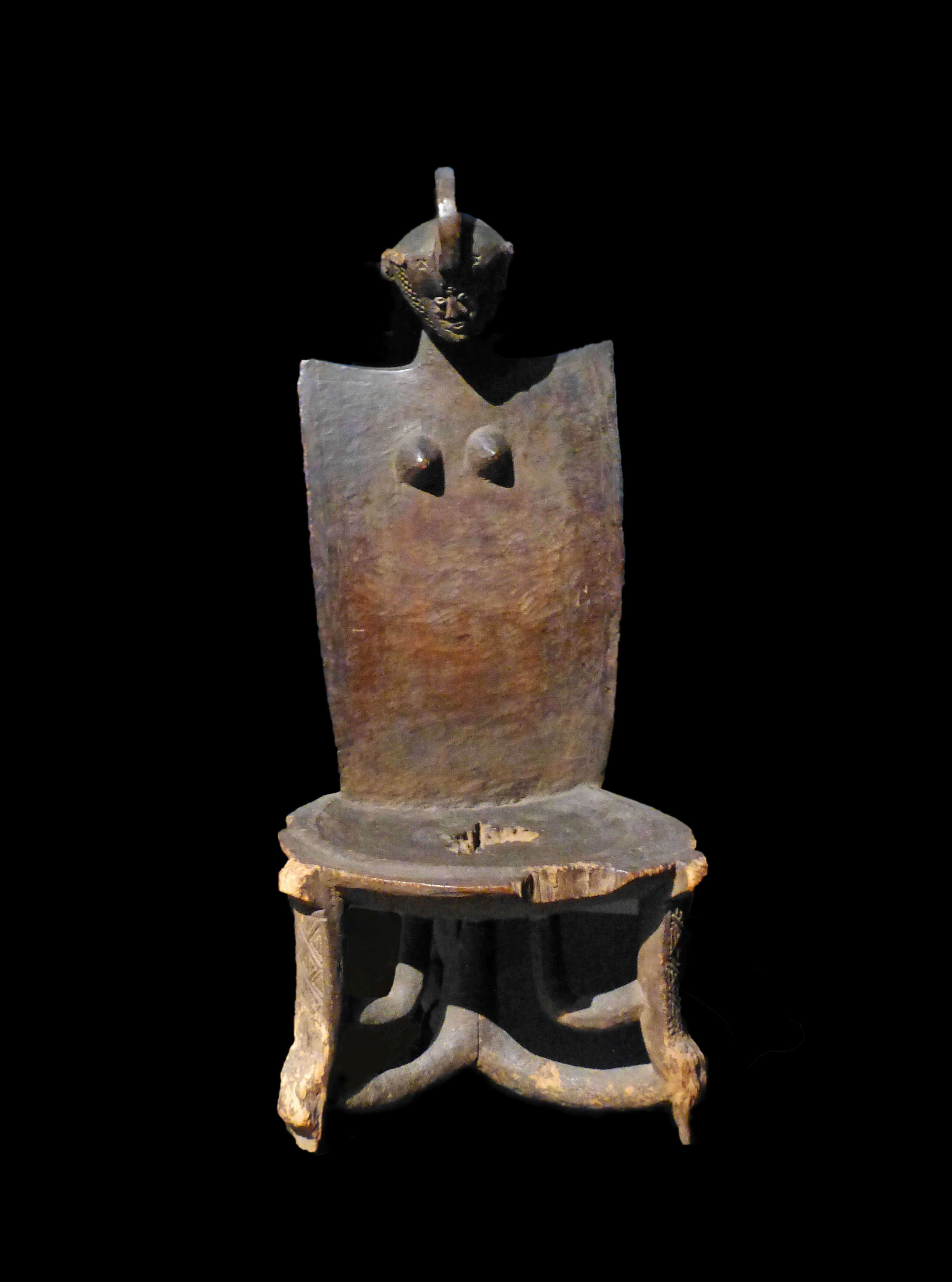
Siège sculpté à haut dossier

Ils parlent le kami (ou kikami), une langue bantoue.

## Histoire
Victimes de la traite orientale au cours du XIXe siècle, les Kami ont construit des villages fortifiés, protégés par des palissades.

## Religion
La plupart sont musulmans.